# Billia hippocastanum
Billia hippocastanum, drvo iz porodice sapindovki, dio potporodice Hippocastanoideae. Rašireno je od južnog Meksika do Kostarike.
B. hippocastanum su do 30 m visoka stabla, krošnja je zaobljena ili raširena. Lišće trolistno, listopadno ili postojano; listići sjajni odozgo, s perastim žilama, jajoliki ili eliptični sa zašiljenim, krajnje tupim vrhom, rubovi cjeloviti; peteljke kraće od listića s raširenom, blago stegnutom bazom. Cvat je upadljiva, mnogocvjetna metlica do 25 cm visoka s križastim grananjem koje završava dihazijom, brakteje uglavnom nalikuju listovima lišća, male brakteole ostavljaju uočljive prstenove oko osi. Cvjetovi šareni; čašice često crvene ili ljubičaste, u osnovi slobodne, petostruke u pupoljku i upletene pri dnu, većinom nejednake, jajaste do duguljaste; latice crvene ili bijele sa žutom ili ružičastom bazom, 4(-5), 8-25 mm duge, većinom bazalno dlakave, gornji par duži od bočnog para; disk većinom trokrilan; prašnika 6-8, niti često obojene, 20-30 mm duge, lučno uzlazne, prašnici žuti, dugo izbočeni, žljezdasti na krajevima lokula; jajnik tamno ružičast, gol ili dlakav, stručak, duguljast fuziforman. Plod je kožasta glatka ili blago ljuskasta umjereno uglata čahura, duga 5-8 cm; sjemenke 1-3, 3-5 cm u promjeru, tamno smeđe ili crne.

### Sinonimi:
- Aesculus mexicana Benth. & Hook.f. ex Hemsl. in Biol. Cent.-Amer., Bot. 1: 213 (1879)
- Pawia mexicana (Benth. & Hook.f. ex Hemsl.) Kuntze in Revis. Gen. Pl. 1: 146 (1891), nom. superfl.
- Quercus pertessellata Trel. in Publ. Field Mus. Nat. Hist., Bot. Ser. 17: 357 (1938)